# Trichothécène

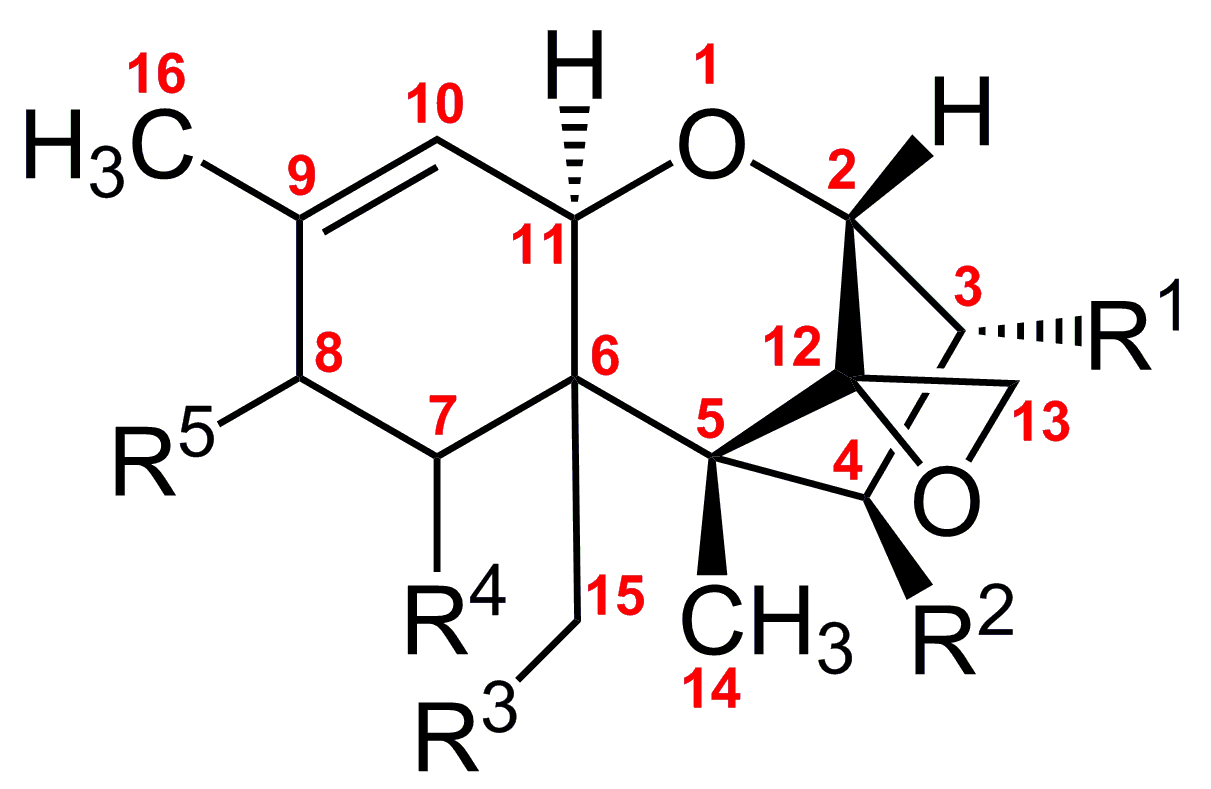
structure chimique des trichothécènes

Les trichothécènes  sont des mycotoxines sécrétées par certaines espèces de champignons du sol qui peuvent devenir des parasites de végétaux ; les Fusarium, Myrothecium, Trichoderma, Trichothecium, Cephalosporium, Verticimonosporium, et Stachybotrys. Ceux-ci peuvent coloniser certains végétaux (graminées notamment) en y produisant une maladie dite fusariose, qui peut avoir des effets sur la santé des animaux d'élevages et les humains. Ils appartiennent à la classe des sesquiterpènes tétracycliques.

## Pathogénicité
Les trichothécènes ont des effets immunosuppresseurs chez les animaux et les hommes.
En Europe le règlement CE/1881/2006 fixe les teneurs maximales pour différents trichothécènes
dans les denrées alimentaires. Ce règlement évolue périodiquement en fonction des nouvelles expertises toxicologiques.
Le champignon vénéneux au Japon et en Chine, Podostroma cornu-damae contient six trichothécènes : satratoxine H, roridine E, verrucarin et d'autres.
On les classe en 2 catégories

### Les trichothécènes de catégorie A
Ce sont des mycotoxines solubles dans les solvants aprotiques tels que le chloroforme, l’acétate d'éthyle, l’acétone.
Cette catégorie comprend :
- toxine T2. Elle est classée dans les cancérogènes du groupe 3 du CIRC.
- toxine HT-2
- diacétoxyscirpenol. (DAS)

Les toxines T2 sont des neurotoxines très toxiques (DL50 de 3 mg/kg chez la souris).
Dans les élevages, la T2 se traduit par une diminution de productivité, des anomalies de pigmentation des œufs et des vomissements des animaux.

### Les trichothécènes de catégorie B
Ce sont des mycotoxines solubles dans les alcools et/ou l’eau.
- Déoxynivalénol (DON), cancérogène du groupe 3 du CIRC
- Déoxynivalénol acétylé (A-DON) de type 3-acétyl DON et 15-acétyl DON,
- Nivalénol (NIV), cancérogène du groupe 3 du CIRC
- Fusarénone (FX).

Les plus fréquentes sont les toxines de type DON (dues à Fusarium graminearum), qui entrainent des vomissements, inflammations de la peau et troubles nerveux. Ces toxines attaquent aussi le foie, le tube digestif et le sang. 
(DL50 : 70mg/kg chez la souris). 200ppt dans l'alimentation suffit à déclencher de premiers symptômes

## Utilisation comme arme
En 1981, le gouvernement américain accuse l'Union soviétique d’avoir employé le trichothécène au Laos, au Cambodge et en Afghanistan. Les multiples analyses de laboratoires n’ont pas permis de confirmer les premiers rapports faisant état de la présence de trichothécène.